# Trophée Gazet van Antwerpen 1996-1997
Navigation
1995-1996 1997-1998
Le Trophée Gazet van Antwerpen 1996-1997 est la 10e édition du Trophée Gazet van Antwerpen, compétition de cyclo-cross organisée par le quotidien belge néerlandophone Gazet van Antwerpen.

## Résultats
| Date        | Lieu                                       | Vainqueur          | Deuxième            | Troisième           |
| ----------- | ------------------------------------------ | ------------------ | ------------------- | ------------------- |
| 11 novembre | Niel - Jaarmarktcross                      | Marc Janssens      | Adrie van der Poel  | Erwin Vervecken     |
| 30 novembre | Kalmthout - Vlaamse Industrieprijs Bosduin | Adrie van der Poel | Richard Groenendaal | Peter Van Santvliet |
| 14 décembre | Ravels                                     | Alex Moonen        | Paul Herijgers      | Arne Daelmans       |
| 21 décembre | Essen - GP Rouwmoer                        | Adrie van der Poel | Paul Herijgers      | Alex Moonen         |
| 28 décembre | Rijkevorsel                                | Paul Herijgers     | Erwin Vervecken     | Adrie van der Poel  |
| 8 février   | Lille - Krawatencross                      | Adrie van der Poel | Arne Daelmans       | Sven Nys            |
| 16 février  | Oostmalle - Internationale Sluitingsprijs  | Paul Herijgers     | Peter Willemsens    | Arne Daelmans       |

## Classement final
| #   | Coureur            | Points |
| --- | ------------------ | ------ |
| 1.  | Paul Herijgers     | 187    |
| 2.  | Alex Moonen        | 159    |
| 3.  | Peter Willemsens   | 155    |
| 4.  | Arne Daelmans      | 151    |
| 5.  | Kris Wouters       | 140    |
| 6.  | Erwin Vervecken    | 131    |
| 7.  | Geert Lauwers      | 113    |
| 8.  | Gustaaf Van Bouwel | 101    |
| 9.  | Jan Van Donink     | 95     |
| 10. | Kurt De Roose      | 93     |

## Résultats détaillés
| #  | Coureur             | Temps   |
| -- | ------------------- | ------- |
| 1  | Marc Janssens       | inconnu |
| 2  | Adrie van der Poel  |         |
| 3  | Erwin Vervecken     |         |
| 4  | Peter Van Santvliet |         |
| 5  | Richard Groenendaal |         |
| 6  | Mario De Clercq     |         |
| 7  | Paul Herijgers      |         |
| 8  | Alex Moonen         |         |
| 9  | Pascal Triebel      |         |
| 10 | Arne Daelmans       |         |

| #  | Coureur              | Temps   |
| -- | -------------------- | ------- |
| 1  | Adrie van der Poel   | inconnu |
| 2  | Richard Groenendaal  |         |
| 3  | Peter Van Santvliet  |         |
| 4  | Erwin Vervecken      |         |
| 5  | Paul Herijgers       |         |
| 6  | Peter Willemsens     |         |
| 7  | Mario De Clercq      |         |
| 8  | Peter Van Den Abeele |         |
| 9  | Arne Daelmans        |         |
| 10 | Jérôme Chiotti       |         |

| #  | Coureur          | Temps   |
| -- | ---------------- | ------- |
| 1  | Alex Moonen      | inconnu |
| 2  | Paul Herijgers   |         |
| 3  | Arne Daelmans    |         |
| 4  | Jan Goris        |         |
| 5  | Chris Smits      |         |
| 6  | Kris Wouters     |         |
| 7  | Bert Vervecken   |         |
| 8  | Geert Lauwers    |         |
| 9  | Filip Meirhaeghe |         |
| 10 | Jan Van Donink   |         |

| #  | Coureur            | Temps   |
| -- | ------------------ | ------- |
| 1  | Adrie van der Poel | inconnu |
| 2  | Paul Herijgers     |         |
| 3  | Alex Moonen        |         |
| 4  | Peter Willemsens   |         |
| 5  | Danny De Bie       |         |
| 6  | Erwin Vervecken    |         |
| 7  | Erwin Bollen       |         |
| 8  | Kris Wouters       |         |
| 9  | Hans Wuyts         |         |
| 10 | Jan Van Donink     |         |

| #  | Coureur            | Temps   |
| -- | ------------------ | ------- |
| 1  | Paul Herijgers     | inconnu |
| 2  | Erwin Vervecken    |         |
| 3  | Adrie van der Poel |         |
| 4  | Radomír Šimůnek    |         |
| 5  | Peter Willemsens   |         |
| 6  | Kris Wouters       |         |
| 7  | Alex Moonen        |         |
| 8  | Jan Van Donink     |         |
| 9  | Gustaaf Van Bouwel |         |
| 10 | Marc Janssens      |         |

| #  | Coureur            | Temps   |
| -- | ------------------ | ------- |
| 1  | Adrie van der Poel | inconnu |
| 2  | Arne Daelmans      |         |
| 3  | Sven Nys           |         |
| 4  | Paul Herijgers     |         |
| 5  | Peter Willemsens   |         |
| 6  | Ben Berden         |         |
| 7  | Alex Moonen        |         |
| 8  | Kris Wouters       |         |
| 9  | David Willemsens   |         |
| 10 | Paul Janssens      |         |

| Manche 7 Oostmalle \| # \| Coureur \| Temps \| \| -- \| ---------------- \| ------- \| \| 1 \| Paul Herijgers \| inconnu \| \| 2 \| Peter Willemsens \| \| \| 3 \| Arne Daelmans \| \| \| 4 \| Ben Berden \| \| \| 5 \| Kris Wouters \| \| \| 6 \| Paul Janssens \| \| \| 7 \| Alex Moonen \| \| \| 8 \| Geert Lauwers \| \| \| 9 \| Erwin Vervecken \| \| \| 10 \| Marc Janssens \| \| |                  |         |
| # | Coureur          | Temps   |
| 1 | Paul Herijgers   | inconnu |
| 2 | Peter Willemsens |         |
| 3 | Arne Daelmans    |         |
| 4 | Ben Berden       |         |
| 5 | Kris Wouters     |         |
| 6 | Paul Janssens    |         |
| 7 | Alex Moonen      |         |
| 8 | Geert Lauwers    |         |
| 9 | Erwin Vervecken  |         |
| 10 | Marc Janssens    |         |